# Tây Polesie
Western Polesie - (còn được gọi là Polesie Podlaskie, Polesie Lubelskie) - là một phần phía tây bắc của Polesie (một vùng đất, chủ yếu được tìm thấy ở Belarus và Ukraine), ở phía tây sông Bug. Về mặt địa chất, vùng đất này là một phần của khu vực tiền Cambri (đất rất cổ). Phía bắc của tiền Cambri có các trầm tích carbon, cũng như các trầm tích của Đại tân sinh và đá phấn.

## Địa lý
Western Polesie chiếm rất nhiều đất đầm lầy và đất giàu dinh dưỡng; vì đất chưa được sử dụng để canh tác. Ở đây có ít đất canh tác hơn ở các khu vực khác của vùng đất thấp miền trung Ba Lan, vì có nhiều bãi cỏ và đồng cỏ. Ngoài ra còn có khá nhiều rừng. Trên khu vực địa chất khô hơn, có thông rừng, trong khi trên khu vực bùn lầy, trong số những loài khác có cây thuộc chi Tống quán sủ của các khu rừng và đất ngập nước với cây tổng quán sủi đen.
Vào năm 1990, khu vực Tây Polesia đã được đưa vào Công viên quốc gia Polesie, Loài rùa ao châu Âu sống trên vùng đất này.
Khu định cư chính của Western Polesie là Włodawa.